# Abdelhafid Tasfaout
Abdelhafid Tasfaout (en árabe: عبد الحفيظ تاسفاوت, Orán, 11 de febrero de 1969) es un exfutbolista argelino. Se desarrolló en la posición de centrocampista, fue el capitán del equipo nacional de Argelia durante cinco años.

## Trayectoria
Abdelhafid Tasfaout nació en la ciudad costera argelina de Orán y comenzó su carrera futbolística en 1982 en el MC Orán. Sin embargo, se unió al equipo juvenil de la subclase SCNF Orán en 1985, antes de pasar a la academia juvenil de ASM Orán después de solo un año Abdelhafid Tasfaout nació en la ciudad costera argelina de Orán y comenzó su carrera futbolística en 1982 en el MC Orán. Sin embargo, se unió al equipo juvenil de la subclase SCNF Orán en 1985, antes de pasar a la academia juvenil de ASM Orán después de solo un año.
Allí finalmente celebró su debut profesional en 1987 en la primera liga argelina.
En el verano de 1990, se mudó a los rivales de la ciudad, MC Orán, donde rápidamente se estableció como jugador regular y posteriormente en noviembre de 1990  fue citado por primera vez a la selección para mayor de Argelia. Con el club, ganó en las temporadas 1991/92 y 1992/93, el campeonato argelino y fue dos veces seguidas, respectivamente, máximo anotador y jugador de la temporada.
En julio de 1995, se mudó a AJ Auxerre, donde en su primera temporada con el club ganando los dobles, el campeonato francés y la Copa de Francia.
En 1997, Tasfaout fue finalmente cedido a sus rivales de la liga EA Guingamp y poco después fue firmemente comprado por el club. Ya en su primera temporada para Guingamp, se alzó con el club en la Ligue 2, antes de junio de 2000, el resurgimiento tuvo éxito en la primera liga francesa.
Después de cinco años, dejó el club en 2002 fue fichado por el club qatari Al-Rayyan SC, donde terminó su carrera un año después.

## Selección
Abdelhafid Tasfaout fue citado por primera vez para el equipo de la selección argelina en noviembre de 1990 y debutó el 11 de diciembre de 1990 en un partido amistoso no oficial contra una selección B de Inglaterra. Su primer juego internacional oficial lo completó el 15 de febrero de 1991 contra Camerún. Con la selección nacional se llevó a Tasfaout entre 1992 y 2002 en cinco Campeonatos de África, pero siempre se perdió la clasificación para una Copa Mundial. Desde 1998, hasta el final de su carrera internacional en 2002, fue capitán de la selección nacional.
Entre 1991 y 2002, anotó 35 goles en 83 partidos internacionales, lo que llevó a ser el goleador histórico de la selección nacional argelina.

## Carrera como entrenador
El 18 de julio de 2010, en la reunión federal de la por la Asociación de FAF de Argelia, fue nombrado director general del equipo nacional de Argelia. Ocupó el cargo hasta diciembre de 2013.
Fue parte del cuerpo técnico del entrenador Vahid Halilhodzic. Después de la Copa Mundial de la FIFA 2014, renunció en julio de 2014 como co-entrenador de la selección nacional.
Desde septiembre de 2015, ha estado trabajando con Pierre-André Schürmann como co-entrenador del equipo argelino U23 / olímpico, con el que llegó a la final de la Copa de África sub-23 en 2015, clasificándose para los Juegos Olímpicos de 2016.

## Clubes
| Club         | País    | Año         | Partidos | Goles |
| ------------ | ------- | ----------- | -------- | ----- |
| ASM Oran     | Argelia | 1987 - 1990 |          |       |
| MC Oran      | Argelia | 1990 - 1995 | 145      | 50    |
| AJ Auxerre   | Francia | 1995 - 1997 | 43       | 5     |
| EA Guingamp  | Francia | 1997- 2002  | 149      | 27    |
| Al-Rayyan SC | Catar   | 2002 - 2003 | 13       | 9     |

## Palmarés
| Título                                    | Club       | País    | Año  |
| ----------------------------------------- | ---------- | ------- | ---- |
| Championnat National de Première Division | MC Oran    | Argelia | 1992 |
| Championnat National de Première Division | MC Oran    | Argelia | 1993 |
| Ligue 1                                   | AJ Auxerre | Francia | 1996 |
| Copa de Francia                           | AJ Auxerre | Francia | 1996 |

## Otros logros
- Máximo goleador en la historia de la selección de  Argelia con 34 goles.
- Mejor jugador del campeonato de Argelia : 1992, 1993 y 1994.
- Botín de oro argelino  : 1992 y 1993